# Alfa Romeo 159 (formule)
Alfa Romeo 159 vycházela z modelu Alfa Romeo 158, řečené Alfetta, která dominovala závodům Grand Prix poválečné formule až do prvního ročníku formule 1. Alfa Romeo 159 získala do své slavné předchůdkyně, celkové řízení s inovativním řešením zadního zavěšení kol, které je teď typ De Dion. Komplexní řešení je drahé, ale také nezbytné k využití celého výkonu motoru.

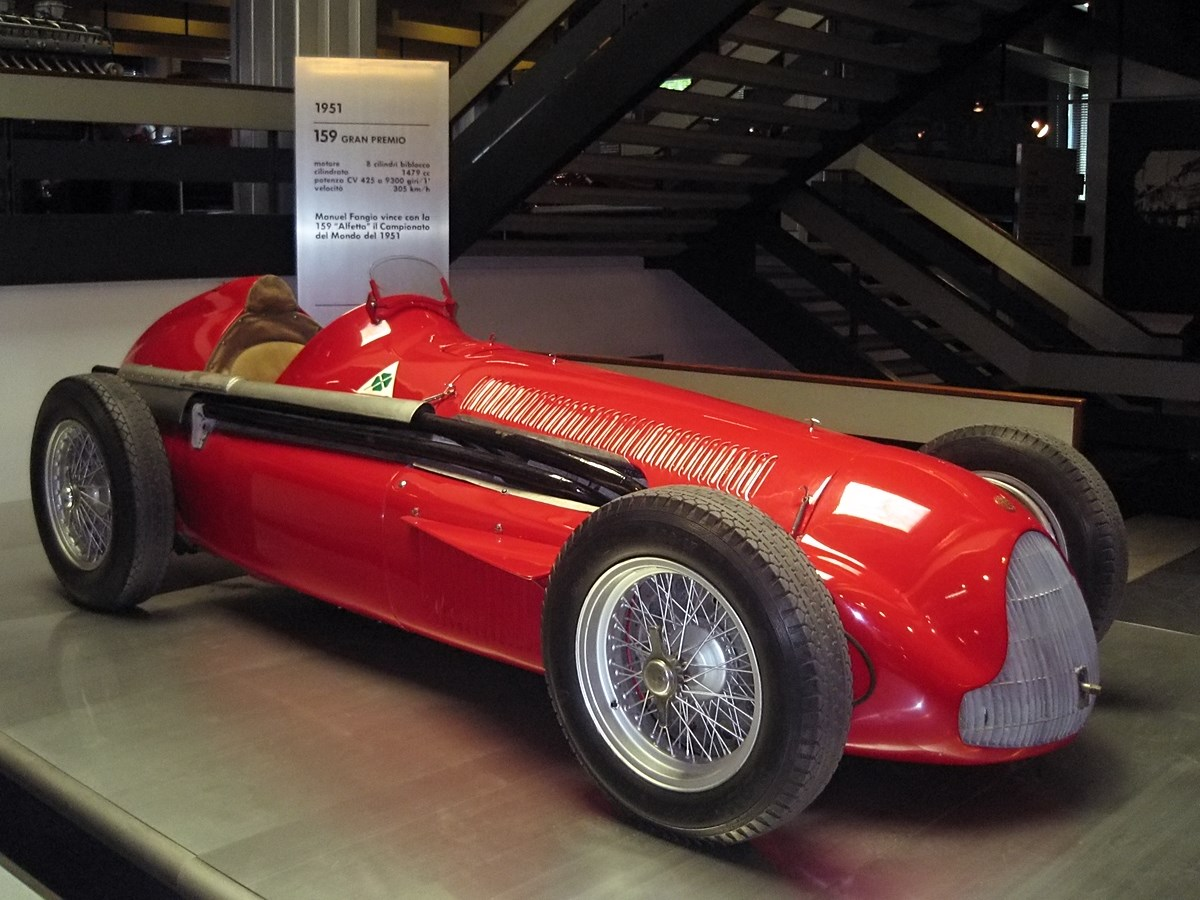
Alfa 159

Oficiálně se představila již při Grand Prix Itálie 1950 3. září 1950 (poslední závod mistrovství světa 1950 Formule 1), byla vybavena řadovým osmiválcem o objemu 1500 cc, přeplňovaným dvoucestným objemovým kompresorem Roots, hodnota motoru byla 425 koňských sil, při otáčkách 9.300 za minutu, která již při posledním závodě roku 1951 měla hodnotu 450 při 9.500 otáček/minutu. Také další parametry tohoto monopostu byly pozoruhodné: váha pouhých 710 kg představovala poměr 1,67 kg/cv, kapacita nádrží s přídavkem dvou menších nádrží, byla 300 litrů, tento vůz byl schopen vyvinout rychlost 305 km/h.

## Grand Prix
Alfa Romeo 159 se poprvé představila na XXI Gran Premio d'Italia 3. září roku 1950, tehdy dovezla Farinu, nejen k vítězství ve Velké ceně, ale i k celkovému titulu mistra světa. Juan Manuel Fangio a další piloti milánské automobilky se museli spokojit se starým modelem. Je to právě model 159, na který Alfa Romeo vsadila všechny karty v šampionátu 1951, ve kterém jí ovšem vyvstal silný konkurent v podobě Ferrari, které bylo závod od závodu silnější.
Alfa Romeo 159, zvítězila v prvních třech Grand Prix sezóny 1951 Formule 1, v Grand Prix Švýcarska 1951 zvítězil Juan Manuel Fangio, Grand Prix Belgie 1951 Giuseppe Farina, a Grand Prix Francie 1951 znovu Fangio. Pokud se připočte i poslední Grand Prix Španělska 1951 zvítězila Alfa ve čtyřech ze 7 Grand Prix započítávaných do mistrovství světa (nepočítáme li 500 mil v Indianapolis) a získala nejrychlejší kolo ve všech sedmi závodech, 5× Fangio a 2× Farina, čímž demonstrovala svou rychlost a ovladatelnost.
Další vítězství v roce 1951, získal vůz v závodech, které se do šampionátu nezapočítavali: V Ulster Trophy; V Gran Premio di Bari a IV Goodwood Trophy.
Alfa Romeo 159 byla posledním počinem slavné milánské automobilky ve formuli, opustila svět Grand Prix na vrcholu slávy, ziskem druhého titulu v řadě za sebou.
Jméno Alfa Romeo se ve formuli 1 objevuje znovu po 20 letech v roce 1971, s krátkým a neúspěšným pokusem jako dodavatel motorů (8V z vozu Alfa Romeo 33/3) pro March 711 , který řídil Andrea De Adamich a Nanni Galli. Dalším pokusem je 26. říjen 1975, když na trati Balocco, bylo tisku představeno nové spojení Brabham-Alfa Romeo BT-45.

### Technická data
- Motor: Alfa Romeo
  - Řadový
  - 8 válců
  - Objem: 1497 cc
  - Výkon: 317 kW
  - Otáčky: 9 600 min
  - Rychlost: 310 km/h
  - Palivo: Shell
- Hmotnost: 710 kg
- Pneumatiky: Pirelli

## Výsledky vozu Alfa Romeo 159
| Legenda k tabulce | Legenda k tabulce                                                                       |
| Barva             | Výsledek                                                                                |
| ----------------- | --------------------------------------------------------------------------------------- |
| Zlatá             | Vítěz                                                                                   |
| Stříbrná          | 2. místo                                                                                |
| Bronzová          | 3. místo                                                                                |
| Zelená            | Bodované umístění                                                                       |
| Modrá             | Nebodované umístění                                                                     |
| Modrá             | Dokončil neklasifikován (NC)                                                            |
| Fialová           | Odstoupil (Ret)                                                                         |
| Červená           | Nekvalifikoval se (DNQ)                                                                 |
| Červená           | Nepředkvalifikoval se (DNPQ)                                                            |
| Černá             | Diskvalifikován (DSQ)                                                                   |
| Bílá              | Nestartoval (DNS)                                                                       |
| Bílá              | Závod zrušen (C)                                                                        |
| Světle modrá      | Pouze trénoval (PO)                                                                     |
| Světle modrá      | Páteční testovací jezdec (TD)                                                           |
| Bez barvy         | Netrénoval (DNP)                                                                        |
| Bez barvy         | Vyřazen (EX)                                                                            |
| Bez barvy         | Nepřijel (DNA)                                                                          |
| Bez barvy         | Odvolal účast (WD)                                                                      |
| Bez barvy         | Nezúčastnil se (prázdné)                                                                |
| Označení          | Význam                                                                                  |
| Tučnost           | Pole position                                                                           |
| Kurzíva           | Nejrychlejší kolo                                                                       |
| †                 | Jezdec nedojel do cíle, ale byl klasifikován, protože odjel více než 90 % délky závodu. |
| ‡                 | Byl udělován poloviční počet bodů, protože bylo odjeto méně než 75 % délky závodu.      |
| Horní index       | Umístění bodujících jezdců ve sprintu                                                   |

| Rok  | Šasi           | Motor                 | Pneu | Jezdci                | 1   | 2   | 3   | 4   | 5   | 6   | 7   | 8   | Body | Umístění |
| ---- | -------------- | --------------------- | ---- | --------------------- | --- | --- | --- | --- | --- | --- | --- | --- | ---- | -------- |
| 1951 | Alfa Romeo 159 | Alfa Romeo 158 1.5 L8 | P    |                       | CH  | BEL | 500 | FRA | GBR | GER | ITA | ESP | 75   | -        |
| 1951 | Alfa Romeo 159 | Alfa Romeo 158 1.5 L8 | P    | Giuseppe Farina       | 3   | 1   |     | 5   | Ret | Ret | 3   | 3   | 75   | -        |
| 1951 | Alfa Romeo 159 | Alfa Romeo 158 1.5 L8 | P    | Juan Manuel Fangio    | 1   | 9   |     | 1   | 2   | 2   | Ret | 1   | 75   | -        |
| 1951 | Alfa Romeo 159 | Alfa Romeo 158 1.5 L8 | P    | Toulo de Graffenried  | 5   |     |     |     |     |     | Ret | 6   | 75   | -        |
| 1951 | Alfa Romeo 159 | Alfa Romeo 158 1.5 L8 | P    | Consalvo Sanesi       | 4   | Ret |     | 10  | 6   |     | f   |     | 75   | -        |
| 1951 | Alfa Romeo 159 | Alfa Romeo 158 1.5 L8 | P    | Gianbattista Guidotti | DNS |     |     |     |     |     |     |     | 75   | -        |
| 1951 | Alfa Romeo 159 | Alfa Romeo 158 1.5 L8 | P    | Luigi Fagioli         |     |     |     | 1   |     |     |     |     | 75   | -        |
| 1951 | Alfa Romeo 159 | Alfa Romeo 158 1.5 L8 | P    | Felice Bonetto        |     |     |     |     | 4   | Ret | 3   | 5   | 75   | -        |
| 1951 | Alfa Romeo 159 | Alfa Romeo 158 1.5 L8 | P    | Paul Pietsch          |     |     |     |     |     | Ret |     |     | 75   | -        |